# Velká pardubická 2006
Velká pardubická 2006 byla 116. ročníkem tohoto dostihu. Konala se 8. října na pardubickém dostihovém závodišti. Vítězství získal v čase 9:20,60 minuty jedenáctiletý ryzák Decent Fellow v sedle s žokejem Josefem Bartošem. Na dalších místech doběhli Juventus s žokejem Josefem Váňou a Cieszymir.
Startovalo 17 koní, dostih dokončilo osm koní. Spadli oba zahraniční žokejové ve startovním poli – Brit Johnson s Juniuszem a Němec Fuhrmann s Maskulou.
Hlavním sponzorem byla Česká pojišťovna a běželo se o celkovou částku 4 500 000 Kč.

## Pořadí v cíli
| * | Kůň              | Jezdec         |
| - | ---------------- | -------------- |
| 1 | Decent Fellow    | Josef Bartoš   |
| 2 | Juventus         | Josef Váňa     |
| 3 | Cieszymir        | Radek Havelka  |
| 4 | Icare du Renom   | Martin Liška   |
| 5 | Klip             | Jaroslav Myška |
| 6 | Brambusch        | Michal Köhl    |
| 7 | Harry the Beaver | Pavel Horčička |
| 8 | Polárník         | Pavel Složil   |